# 热浪岛
热浪岛（英語：Redang Island），位于马来西亚登嘉楼州瓜拉尼鲁斯县东北部海岸外45公里处，离马来西亚半岛不远。该岛是登嘉楼州的一个著名旅游地点。热浪岛内建有多座渡假村，以供游人住宿。

## 岛上景点

### 热浪岛海洋生态公园
热浪岛海洋生态公园区域一共包含大小7座岛屿，是马来西亚政府公布的生态保护区。

### 热浪岛海域
热浪岛海水透明度可达35尺深，水域中可以看见种类繁多的软硬珊瑚、热带鱼以及其他海中生物。此外，每年五月到九月间还会有海龟在岛上产卵。

### 海湾
热浪岛北方的心形海湾内是绵延250公尺的沙滩，由于沙质绵细柔软、纯净白皙，因此有水晶沙滩的美名。

### 渔村
典型的渔村景致也是热浪岛特色之一。在马江渔村里，游客可欣赏椰林，一览港口和停靠在岸边的捕鱼船。

## 交通

### 航空
- 熱浪國際機場：為島上唯一的機場。馬來西亞成功集團航空提供吉隆坡飛往熱浪島及新加坡飛往熱浪島的航班。

### 郵轮
- 雲顶夢号：母港为新加坡，途经施汉諾港及苏梅島。